# 迪布羅瓦 (布查區)

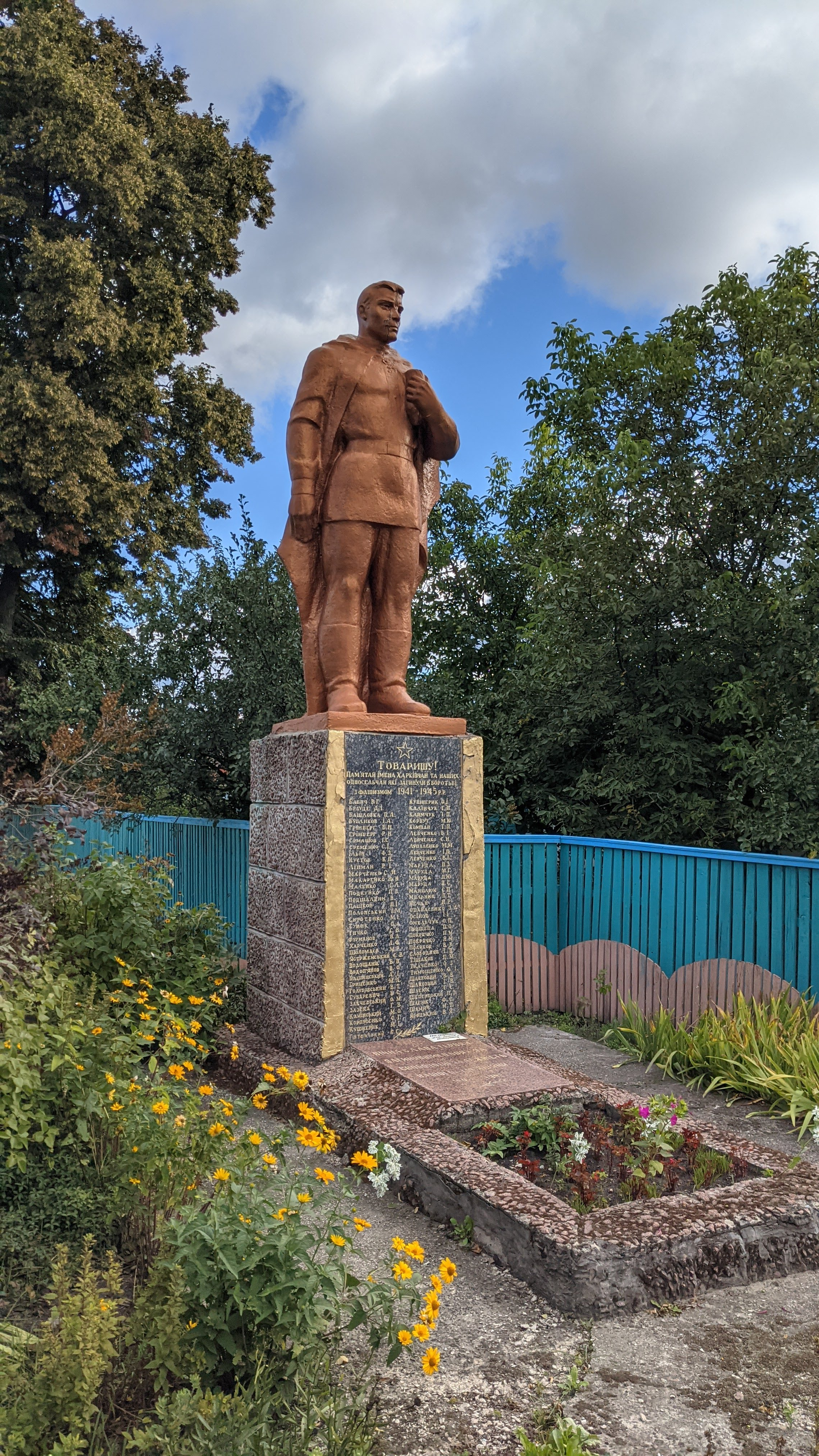
英雄纪念碑

迪布羅瓦（烏克蘭語：Діброва），是烏克蘭中北部基輔州布恰区伊尔平市镇的村落，始建於1890年，面積0.9平方公里，海拔高度172米，2001年人口443，人口密度每平方公里492.22人。